# Juvinas
Juvinas település Franciaországban, Ardèche megyében. Lakosainak száma 186 fő (2022. január 1.). Juvinas Aizac, Chirols, Labastide-sur-Bésorgues, Saint-Pierre-de-Colombier, Vals-les-Bains és Vallées-d’Antraigues-Asperjoc községekkel határos.

## Népesség
A település népességének változása:
| Lakosok száma | 181  | 138  | 153  | 155  | 172  | 172  | 172  | 169  | 175  | 186  |
|               | 1968 | 1982 | 1990 | 2006 | 2013 | 2015 | 2017 | 2019 | 2020 | 2022 |